# Pomnilnik
 Pomnilnik  je eden najpomembnejših delov računalnika. Njegova naloga je hranjenje podatkov. V pomnilniku so shranjeni ukazi in podatki od vseh aplikacij, ki se v danem trenutku izvajajo v računalniku. Pomnilnik je skupek zlogov, kateri so zaporedno (linearno) naslovljeni. Zlogi so lahko različnih velikosti (byte, double, word).

## Vrste pomnilnikov
Glede na hitrost ločimo več slojev pomnilnika:
1. registri - najhitrejši pomnilnik, ki je vgrajen v sam mikroprocesor, registri so praviloma sestavljeni le iz enega zloga (byte, double, word,...). Delujejo pri enaki oz. večji hitrosti kot je hitrost izvrševanja ukazov mikroprocesorja,
2. medpomnilniki (prvonivojski, drugonivojski, tretjenivojski pomnilnik) - je še vedno zelo hiter pomnilnik, vendar je že počasnejši od izvajanja ukazov mikroprocesorja. Prvonivojski je večinoma vrste SRAM in vgrajen v procesor. Drugonivojski je bil prvotno vgrajen na matične plošče, vendar je zadnje čase bolj pogost na procesorjih,
3. sistemski pomnilnik (glavni pomnilnik) - je glavni sistemski pomnilnik, praviloma naj bi bil imel tudi največjo kapaciteto. To je pomnilnik, ki ga vstavimo kot RAM v razširitvene reže,
4. navidezni pomnilnik - je virtualni pomnilnik, ki se nahaja na trdem disku. Je od vseh najpočasnejši in ima ogromne latence. Uporablja se ga, če je premalo fizičnega pomnilnika in sicer, da se del diska s pomočjo MMU (Memory Management Unit - vgrajena v sistemski nabor (severni most), pri novejših AMD procesorjih pa že v sam procesor) predstavlja kot pomnilnik. Omejen je le z velikostjo diska in pa z zmožnostjo naslavljanja MMU.Različne vrste RAM pomnilnikov

## Zgradba
Pomnilnik je videti kot enodimenzionalno zaporedje pomnilniških besed oziroma pomnilniških lokacij, od katerih ima vsaka svoj enoličen naslov. Pomnilniška beseda je sestavljena iz pomnilniških celic, ki so sposobne hraniti 1 bit informacije.

Število pomnilniških celic v besedi imenujemo dolžina pomnilniške besede. Iz pomnilnika ni mogoče prebrati (ali vanj pisati) manj kot eno pomnilniško besedo. Pri današnjih računalnikih se dolžina besede giblje od 1 do 64 bitov.